# Carlia luctuosa
Espèce
Synonymes
- Heteropus luctuosus Peters & Doria, 1878
- Lygosoma atrogulare Ogilby, 1890
- Lygosoma nigrigulare Boulenger, 1898

Carlia luctuosa est une espèce de sauriens de la famille des Scincidae.

## Répartition
Cette espèce est endémique de Papouasie-Nouvelle-Guinée. Elle se rencontre jusqu'à 1 500 m d'altitude.

## Étymologie
Le nom spécifique luctuosa vient du latin luctuosus, triste, probablement en référence à la tête noire des adultes.

## Publication originale
- Peters & Doria, 1878 : Catalogo dei retilli e dei batraci raccolti da O. Beccari, L. M. D'Alberts e A. A. Bruijn. nella sotto-regione Austro-Malese. Annali del Museo Civico de Storia Naturale di Genova, sér. 1, vol. 13, p. 323-450 (texte intégral)